# 빈트가르 협곡

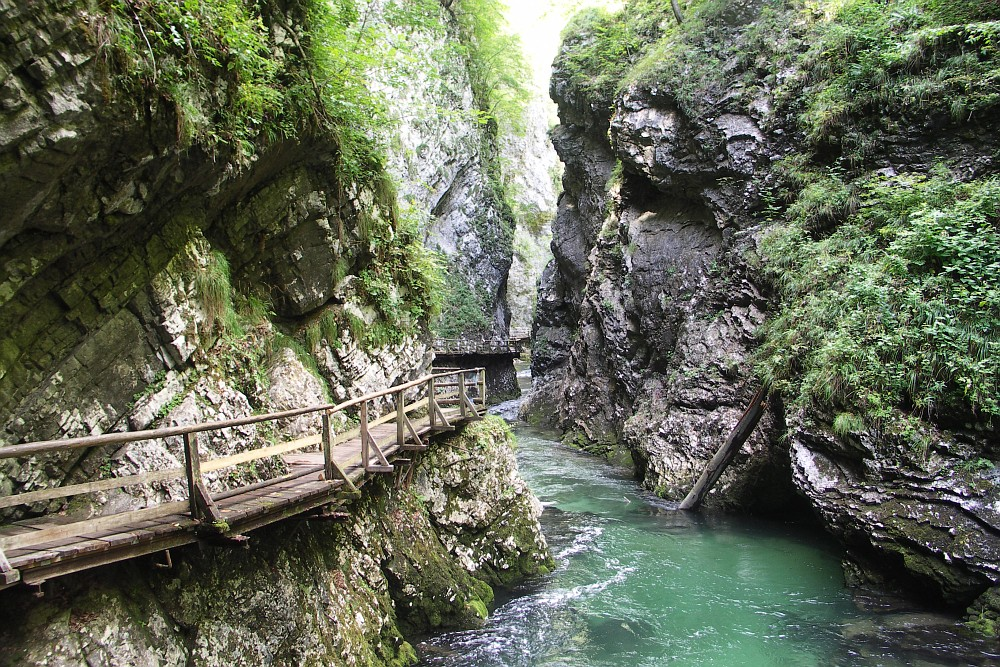
빈트가르 협곡

빈트가르 협곡(슬로베니아어: Blejski vintgar)은 슬로베니아 북서부 고레와 블레트에 있는 협곡이다. 트리글라브 국립공원 가장자리에 위치해 있다. 라도브나강에 의해 형성된 이곳은 라도브나 계곡이 계속 이어져 있다. 가파른 협곡의 벽은 높이가 50 to 100 미터 (160 to 330 ft)이고 총 경사는 약 250 m (820 ft)다. 이 협곡은 많은 침식 지형을 만들었으며, 슬로베니아에서 가장 큰 강 폭포인 슘 폭포에서 끝난다.